# Felipe Navarro y Ceballos-Escalera
Felipe Navarro y Ceballos-Escalera (Madrid, 21 de julio de 1862-Paracuellos de Jarama, 7 de noviembre de 1936), barón consorte de Casa Davalillo, fue un militar español del Arma de Caballería que alcanzó el empleo de capitán general. Participó en las guerras de Cuba, Filipinas y Marruecos, pasando a la posteridad por su actuación en el Desastre de Annual. Miembro de la Asamblea Nacional Consultiva durante la dictadura de Primo de Rivera, murió asesinado por las milicias del Frente Popular en las Matanzas de Paracuellos.

## Ascendencia
Su padre fue Carlos Navarro y Padilla, general, senador, consejero de Estado y fiscal del Consejo Supremo de Guerra y Marina, que en el momento de nacer Felipe ocupaba el cargo de Jefe del Detall de la Escuela Especial de Estado Mayor. Su madre fue Francisca de Ceballos-Escalera y González de la Pezuela, hermana de Joaquín de Ceballos-Escalera, primer marqués de Miranda de Ebro, general, diputado a Cortes y benemérito de la Patria.
Era nieto materno de Rafael de Ceballos-Escalera y Ocón, capitán general asesinado en Miranda de Ebro por soldados amotinados durante la Primera Guerra Carlista, y de su esposa María del Carmen González de la Pezuela y Ceballos, Dama de la Orden de María Luisa e hija del penúltimo virrey del Perú, Joaquín de la Pezuela.
Tenía una hermana mayor, Carmen.

## Comienzo de su carrera militar
En septiembre de 1877, con quince años de edad, ingresó como alumno en la Academia de Caballería de Valladolid, egresando de la misma y siendo promovido al empleo de alférez en julio de 1880, por haber terminado con aprovechamiento sus estudios. Tenía dieciocho años y era el número 1 de su promoción, condición que conservó durante toda su carrera. Su primer destino fue el Regimiento de Húsares de Pavía, en el que sirvió hasta que en agosto de 1882 fue nombrado ayudante de campo del ministro de la Guerra, el general Arsenio Martínez-Campos. Cuando en octubre de 1883 Martínez-Campos dejó el Ministerio de la Guerra y pasó a ser capitán general de Ejército, se llevó consigo a Navarro, primero destinado a sus órdenes directas y luego nombrándole su ayudante de campo en febrero de 1885.
El 26 de junio de 1886 se casó en la La Nou, Tarragona, con María Cristina Morenés y García Alessón, VI baronesa de Casa Davalillo, nacida en Madrid en 1862. Era hija de Carlos Morenés y de Tord, barón de las Cuatro Torres y gentilhombre de cámara, y de María Fernanda García-Alessón y Pardo de Rivadeneyra, condesa del Asalto, marquesa del Borghetto y baronesa de Casa Davalillo. Al casarse, Felipe se convirtió en el VI barón.
En junio de 1888 quedó de reemplazo (sin plaza efectiva pero con opción a ella en las vacantes que ocurran, lo que después se llamó "disponible" y hoy "pendiente de asignación de destino"), en septiembre se le destinó al Regimiento de Lanceros de la Reina y cuando en noviembre ascendió a teniente (con veintiséis años), continuó en la misma unidad. En diciembre de 1890 pasó de nuevo al Regimiento de Pavía, ejerciendo posteriormente el cargo de ayudante de campo de los generales de división Federico Ochando y Bernardo Echaluce.
En diciembre de 1892 volvió a destinársele al Regimiento de la Reina, al que siguió perteneciendo aun cuando en septiembre de 1893 fue nombrado alumno de la Escuela Superior de Guerra para diplomarse en Estado Mayor.

## Guerra de Margallo
Pero dos meses después de iniciar sus estudios los interrumpió, al producirse en Melilla las derrotas españolas con las que comenzó la que se conocería como Guerra de Margallo o Primera Guerra del Rif, presentándose voluntario al Ejército de Operaciones de África cuyo mando se entregó a Martínez-Campos, de quien de nuevo fue nombrado ayudante de campo en noviembre de 1893.
Participó en las operaciones hasta la finalización de la campaña en marzo de 1894, por las que fue recompensado con una Cruz del Mérito Militar con distintivo Blanco de 1.ª clase. A finales de ese mes se reincorporó a la Escuela Superior de Guerra, a la vez que pasaba a pertenecer sucesivamente al Regimiento de la Reina y al Regimiento de Dragones de Santiago.

## Guerra de Cuba
En abril de 1895, al iniciarse la Guerra de Independencia de Cuba o Guerra del 95, interrumpió de nuevo sus estudios para incorporarse voluntariamente al Ejército de la Isla de Cuba como ayudante de campo de su general en jefe, de nuevo y por cuarta vez Martínez-Campos. Emprendió a su llegada operaciones de campaña contra los insurrectos separatistas, condecorándosele con la Cruz al Mérito Militar con distintivo Rojo de 1.ª clase por su actuación en las operaciones sobre Mayarí Arriba y por su comportamiento en el combate del 3 de junio librado en Seboruco. El 7 de enero de 1896 participó en el combate sostenido en el ingenio San Dimas y se le concedió por el mérito que entonces contrajo la Cruz de María Cristina (tercera recompensa al valor, antecesora de la Medalla Militar) de 1.ª clase.
Ese mismo mes Martínez-Campos fue relevado por el general Valeriano Weyler como gobernador de Cuba, así que Navarro también regresó a la península a finales del mismo. Fue nombrado ayudante de campo de su tío, el general de división Joaquín Ceballos-Escalera, prosiguiendo sus estudios en la Escuela Superior de Guerra. En marzo de 1896 ascendió a capitán (con treinta y tres años) y en septiembre concluyó por fin su accidentado curso de Estado Mayor. Al mes siguiente, y con el fin de realizar las prácticas reglamentarias del Cuerpo de Estado Mayor, se le destinó al IV Cuerpo de Ejército a la vez que se le nombraba, por quinta y última vez, ayudante de campo de Martínez-Campos, que moriría en 1900.

## Guerra de Filipinas
En enero de 1897 embarcó voluntario para Filipinas, donde la sublevación había estallado unos meses antes, para continuar allí las expresadas prácticas. Durante su estancia en las islas se distinguió en diversos hechos de armas y fue condecorado por ello: Cruz al Mérito Militar con distintivo Rojo de 1.ª clase pensionada por los combates del 3 y 4 de mayo en el barranco Limbong y asalto y toma del pueblo de Indang; ascenso a comandante por méritos de guerra (segunda recompensa al valor después de la Cruz Laureada de San Fernando) por la toma de Maragondón el 11 de mayo (con treinta y cuatro años, habiendo estado pues de capitán apenas un año); Cruz al Mérito Militar con distintivo Rojo de 2.ª clase pensionada por la acción sostenida el 30 de mayo en Talísay de Batangas, en la que resultó herido y por ello recibió también la Medalla de Sufrimientos por la Patria; y Cruz de María Cristina de 2.ª Clase por el combate reñido en Minuján el 9 de diciembre.
Aunque el 23 de diciembre el general Fernando Primo de Rivera y los rebeldes firmaron el Pacto de Biak-na-Bato que puso fin a las hostilidades, Navarro permaneció aún hasta marzo de 1898, en comisiones de servicio, cooperando en la sumisión y entrega de armas de diversas partidas rebeldes. Por ello fue recompensado con una Mención Honorífica.
A su regreso a la metrópoli recibió por fin el Diploma de Estado Mayor, quedando de reemplazo hasta que en mayo fue destinado al Regimiento de Caballería de Reserva de Madrid n.º 39 y en septiembre al Regimiento de Cazadores de Lusitania. Allí permaneció hasta diciembre de 1902, en que pasó a la Escuela Militar de Equitación como profesor y jefe del Detall (Departamento Estadístico de Trámite Administrativo de Libros y Listados, lo que viene a ser nuestra actual Sección de Personal o S-1). En 1905 formó parte del jurado del concurso hípico internacional de Bruselas, concediéndole las autoridades belgas la Cruz de la Orden de Leopoldo con motivo del desempeño de dicha comisión. El 4 de octubre fue nombrado por el rey Alfonso XIII gentilhombre de cámara con ejercicio. En enero de 1906 volvió por tercera vez al que fue su primer destino, el Regimiento de Pavía, y ese mismo año, durante las fiestas organizadas en la Corte con ocasión de la boda de Alfonso XIII, se le comisionó a las inmediatas órdenes de los príncipes Genaro, Raniero y Felipe de Borbón-Dos Sicilias (hijos de Alfonso de Borbón-Dos Sicilias, pretendiente al trono del Reino de las Dos Sicilias y cabeza de su casa real).
En octubre de 1907 se le confió el cargo de ayudante de órdenes del rey y, como tal, en 1908 fue comisionado a las inmediatas órdenes del gran duque Boris de Rusia (nieto del zar Alejandro II y primo hermano del zar Nicolás II) durante su permanencia en España. En julio de ese año ascendió a teniente coronel con 45-46 años, continuando en el cometido de ayudante de órdenes del rey, y en noviembre se le comisionó a Córdoba y Madrid a las inmediatas órdenes del príncipe heredero Ruperto de Baviera. En mayo de 1909 formó parte del jurado del concurso hípico internacional de Lisboa, concediéndole las autoridades portuguesas la Encomienda de la Orden Militar de Avis con motivo del desempeño de dicha comisión.

## Guerra de Melilla
En noviembre de 1909, tras los graves sucesos que dieron lugar a la Guerra de Melilla, se le agregó al Cuartel General del Comandante en Jefe de las Fuerzas del Ejército de Operaciones en Melilla, prestando servicios de campaña y asistiendo el día 26 a la toma de Sebt, Eulad-Daud y Atlaten, con lo que se alcanzaron la mayoría de los objetivos territoriales propuestos en la campaña. A finales de diciembre, terminadas las hostilidades, regresó a la península.
Acompañó a la familia real en diversas ocasiones, durante los viajes que efectuaron a diversos puntos de la Península y a Francia. En agosto de 1913 ascendió a coronel (con 51 años), siguiendo en el cargo de ayudante de órdenes del rey.

## Guerra de Marruecos

### En la Caballería de Larache
Asistió en 1914 a varias operaciones en el territorio de Larache, contrayendo méritos por los cuales fue recompensado con la Cruz del Mérito Militar con distintivo Rojo de 3.ª Clase. En mayo de 1914 fue nombrado jefe de las Fuerzas de Caballería de la Comandancia General de Larache, constituidas en una agrupación para los efectos del mando y servicio, saliendo de nuevo a campaña. Por su notable participación en diversos combates recibió varias recompensas: Cruz al Mérito Militar con distintivo Rojo de 3.ª Clase por los combates del 2 de agosto que se libraron en Sidi-bu-Haya y Hayera Tuila; y Cruz de María Cristina de 2.ª Clase por el combate de R´gaia del 18 de noviembre. Al cargo que venía desempeñando de jefe de las Fuerzas de Caballería de la Comandancia General de Larache, en mayo de 1915 se le sumó el de subinspector de las tropas de la citada Comandancia, prestando meritorios y distinguidos servicios en ambos cometidos.
Por sus servicios de campaña en Larache fue promovido a general de brigada en octubre de 1916 (con 54 años) en vacante producida por ascenso, permaneció en situación de cuartel (similar a la de reemplazo explicada antes) hasta que un año después, en octubre de 1917, se le confió la 3.ª Brigada de Caballería, con base en Burgos. La mandó hasta agosto de 1918 en que, designado jefe de sección del Ministerio de la Guerra, se hizo cargo de la de Cría Caballar y Remonta. En dicho cometido y en comisión de servicio, revistó en septiembre el 3.er Establecimiento de Remonta en Écija, Sevilla; en diciembre el 5.º Depósito de Caballos Sementales de Zaragoza y en mayo de 1919 los Depósitos de Caballos Sementales y Establecimientos de Remonta de Jaén, Córdoba, Sevilla y Cádiz, presenciando a la vez la entrega de los potros a los Cuerpos de Caballería. Mientras tanto, en marzo de ese mismo año había sido nombrado caballero Gran Cruz de la Orden de San Hermenegildo con antigüedad del año anterior.

### En la Comandancia General de Ceuta
En julio de 1919 su viejo conocido de las campañas de Cuba y Larache, el general de división de Caballería Manuel Fernández Silvestre, fue nombrado comandante general de Ceuta. Estando vacante el puesto de segundo jefe, Navarro lo reclamó y al mes siguiente se le concedió. Como segundo jefe de la Comandancia General de Ceuta, inspeccionó las posiciones del territorio y asistió a las operaciones de campaña desarrolladas en el mismo, dirigiendo varias de ellas. En febrero de 1920 Silvestre pasó a ser comandante general de Melilla, así que Navarro asumió el mando accidental de Ceuta durante dos semanas, hasta que se incorporó el nuevo jefe.

### En la Comandancia General de Melilla
Era intención de Navarro acompañar de nuevo a Silvestre, así que cuando quedó vacante el puesto de segundo jefe lo solicitó y se le concedió en noviembre. Este cargo de segundo jefe de la Comandancia General de Melilla llevaba consigo el de alcalde-presidente de la Junta de Arbitrios de la ciudad, es decir, que era el alcalde de Melilla. Esta función le consumía gran parte de su tiempo, en una época en la que la ciudad iba creciendo a ritmo acelerado. Aunque Navarro participó en todas las acciones militares de importancia, el general Silvestre no le hacía partícipe de la información ni del curso de los acontecimientos político-militares.
Desde el primer día se dedicó a recorrer el territorio y visitar las posiciones ocupadas, asistiendo a cuantas operaciones se desarrollaron, algunas de las cuales dirigió personalmente. En abril de 1921 se le concedió la Gran Cruz del Mérito Militar con distintivo Rojo «en atención a las circunstancias que concurren en [él], y muy especialmente a los servicios de campaña prestados y méritos contraídos en nuestra Zona de Protectorado en África durante un período de operaciones mayor de seis meses, en virtud de propuesta del Alto Comisario de España en Marruecos [general Berenguer] y de acuerdo con el Consejo de Ministros».
Navarro asumió el mando interino de la Comandancia durante dos semanas, entre abril y mayo de 1921.

### El Desastre de Annual
Navarro ha pasado a la posteridad por su actuación en el llamado Desastre de Annual, en julio y agosto de 1921, frente a las fuerzas de Abd el-Krim.
El 19 de julio entró en la base avanzada de Annual con refuerzos de Policía Indígena para realizar un último intento de socorrer la sitiada posición de Igueriben, pero la gran cantidad de fuerzas enemigas en posición ventajosa causaban numerosas bajas e impedían progresar a las sucesivas columnas que enviaba, apremiado por Silvestre. El día 20 Silvestre entró en Annual y envió a Navarro a Melilla para solicitar urgentemente refuerzos, pero el 22 de julio se enteró a mediodía del desastre y partió rápidamente de nuevo hacia el frente. De camino se enteró de la muerte de Silvestre tras ordenar la evacuación de Annual, por lo que asumió entonces el mando directo de las operaciones y dirigió la retirada de las desmoralizadas fuerzas españolas, intentando organizarlas y recuperar por el camino a las máximas guarniciones posibles. Retrocedió combatiendo durante seis agotadores días, deteniéndose en Ben Tieb, Dar Drius, El Batel y Tistutin hasta llegar el día 29 a Monte Arruit. Al estar ocupado por el enemigo todo el terreno entre esta posición y Melilla, la única forma de continuar la retirada era abandonando a los heridos. Navarro se negó a ello y decidió aguantar la posición hasta la llegada de refuerzos, lo que supuso la salvación de Melilla pues las cabilas rebeldes se centraron en acabar con este foco de resistencia en vez de proceder contra la indefensa ciudad.
Navarro resistió con firmeza los ataques rifeños, organizando la posición y dando las órdenes oportunas, pero también prodigándose en los parapetos y animando a sus hombres en las alambradas. Sin embargo, la situación en Monte Arruit era tan dantesca que el alto comisario de España en Marruecos, general Dámaso Berenguer, sabiendo imposibles los refuerzos le autorizó a iniciar conversaciones con el enemigo para rendir la plaza. Inicialmente Navarro se negó a ello, pero al cabo de 11 días se habían agotado los víveres y el agua (sólo tenían los bloques de hielo que dos aviones dejaban caer sobre la posición, cuando acertaban), escaseaban las municiones, aumentaba el cañoneo enemigo ante cuyos estragos no podían defenderse ni responder (Navarro mismo resultó herido grave por metralla el día 7, pero no cedió el mando), el calor y la sed eran inaguantables y se multiplicaban los muertos. Las deserciones también aumentaban, pues al agotamiento físico había que sumar la desmoralización de la tropa, en algunos momentos al borde de la insurrección.
Finalmente el 9 de agosto, tras consultar con los oficiales y obtener el voto favorable de todos ellos, Navarro rindió la posición en condiciones justas: se pactó con los rifeños la entrega de las armas a cambio de respetar la vida de los soldados. Una vez aceptadas las condiciones por los hombres de Abd el-Krim, los españoles salieron de la posición y amontonaron sus armas. Los heridos y enfermos comenzaron a alinearse en la puerta del fuerte, preparándose para la evacuación. Pero cuando se dio la orden de partir, los rifeños atacaron a los indefensos españoles, degollando a casi todos. Sobrevivieron 60 hombres de los 3.000 sitiados. Se respetó la vida de algunos oficiales (entre ellos Navarro) con el fin de presionar a España y canjearles por dinero, algunos artilleros o sanitarios de los que precisaban colaboración y, en fin, algunos soldados afortunados. Los cadáveres quedaron insepultos hasta la reconquista de la posición varios meses después.

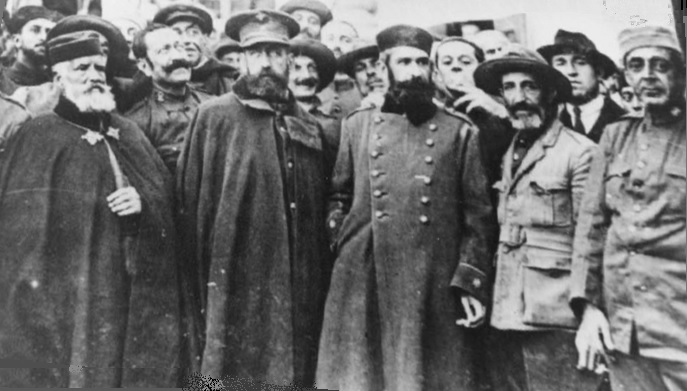
Izquierda a derecha, coronel de Infantería Araujo, general Navarro, teniente coronel de Infantería Manuel López Gómez, teniente coronel de Infantería Eduardo Pérez Ortiz y comandante de Caballería José Gómez Zaragoza, embarcados de vuelta a Melilla tras ponerse fin a su cautiverio.

Navarro permaneció año y medio prisionero de los rifeños en Axdir, capital de la cabila de Abd el-Krim (la Beni Urriaguel) y por tanto capital también de la República del Rif. Durante su cautiverio sufrió numerosas vejaciones por parte de sus captores, llegando a pasar encadenado largos períodos de tiempo, pero se portó muy dignamente en todo momento, exponiendo su vida muchas veces con reclamaciones en defensa de sus hombres. Su actitud fue reconocida por sus subordinados presos como él. En diciembre de 1922 fue declarado baja eventual para el servicio, pasando a situación equiparada a la de disponible, como prisionero de guerra en poder del enemigo, y creando una vacante que fue cubierta el mismo día con el ascenso del coronel Queipo de Llano. Fue liberado por fin el 27 de enero de 1923, siendo el último en abandonar la prisión de Axdir, trasladado a Melilla y de allí pasó a Madrid. La grave crisis política creada tras el desastre llevó, en septiembre de ese año, a la instauración de la Dictadura de Primo de Rivera.
A raíz del Expediente Picasso de depuración de responsabilidades, Navarro fue sometido a un consejo de guerra por un tribunal presidido nada menos que por el capitán general Valeriano Weyler, a la sazón jefe del Estado Mayor Central del Ejército. Se enfrentaba a graves acusaciones por parte del fiscal del Consejo Supremo de Guerra y Marina, general de división José García Moreno, que le pedía una pena 8 años de prisión y pérdida de empleo. Pero la defensa que hizo el auditor del Cuerpo Jurídico Militar Luis Rodríguez de Viguri fue tan aplastante que el fiscal retiró los cargos al día siguiente de la vista, que se celebró el 23 de junio de 1924, siendo Navarro exonerado y absuelto con todos los pronunciamientos favorables.
Rehabilitado por completo y felicitado por su acierto en el desgraciado mando, al mes siguiente, julio de 1924, fue ascendido a general de división (con 61 años) pero significativamente con antigüedad de 1921 y además sin ocasión de vacante, es decir, produciendo un exceso de plantilla que se consideró justo desagravio. Ese mismo día se le encomendó el mando de la 9.ª División de Caballería en Zaragoza y un mes después, en agosto, fue nombrado general inspector de las Fuerzas de Caballería de la Península, trasladándose a Extremadura durante el mes de septiembre para reconocer la zona en que debían desarrollarse las maniobras de las fuerzas de Caballería y Artillería de la I Región. Por razón de su herida en combate en Monte Arruit recibió la Medalla de Sufrimientos por la Patria pensionada.

### Comandante general de Ceuta
Ese mismo mes, septiembre de 1924, fue nombrado comandante general de Ceuta, en cuyo cometido recorrió e inspeccionó el territorio, tomó parte activa en las operaciones de campaña realizadas en el de Ceuta-Tetuán, dirigió varios combates y en diciembre dirigió el difícil repliegue de las tropas españolas desde el Zoco el Arbaa a Ben Karrik, pasando por Tarranes y Karikera, en el marco del gran repliegue general ordenado por Primo de Rivera.
El 23 de abril de 1925 sufrió un grave accidente de automóvil mientras se dirigía desde Tetuán a Ceuta, al salírsele una rueda, volcar, salir despedido y ser atropellado por el vehículo que le seguía. Sufrió heridas graves en cabeza y piernas aunque se restableció rápidamente.
A principios de noviembre fue nombrado ayudante de campo del rey, pero quedó en comisión a las órdenes del general Sanjurjo, nuevo alto comisario del Protectorado de España en Marruecos y general en jefe del Ejército de Operaciones en África.

## Regreso definitivo a la península
A finales de ese mes, noviembre de 1925, cesó en su comisión y se incorporó a su destino como ayudante de campo del rey. En febrero de 1926 se le concedió la Gran Cruz de María Cristina "en atención a los señalados servicios prestados y méritos contraídos en operaciones activas de campaña en nuestra Zona de Protectorado en Marruecos, en el lapso de tiempo comprendido entre 1 de agosto de 1924 y 1 de octubre de 1925, a propuesta del Ministerio de la Guerra, de acuerdo con el Consejo de Ministros y en vista del favorable informe emitido por el Consejo Supremo de Guerra y Marina".

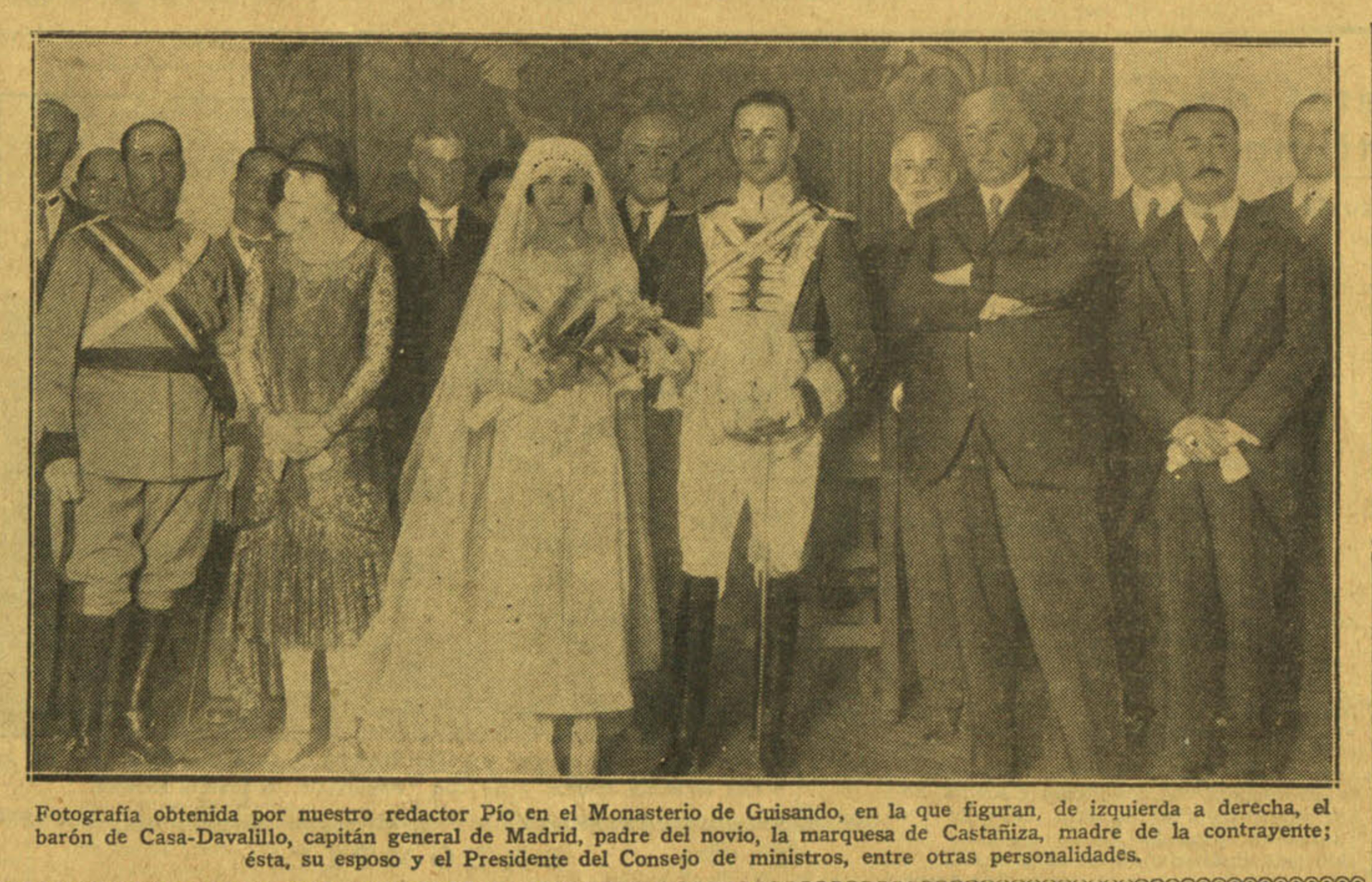
Felipe Navarro Ceballos-Escalera, en la izquierda de la imagen, en 1928, en la boda de su hijo José Navarro Morenés con María Inmaculada Peláez de la Puente, hija de la marquesa de Castañiza.

En agosto de 1926 y tras sólo dos años como general de división, ascendió a teniente general (con 63 años) en la vacante producida por la muerte del general José Zabalza, siendo nombrado al mes siguiente capitán general de la VI Región (Burgos) y en abril de 1927 capitán general de la I Región (Madrid). Cuando en octubre de ese mismo año Primo de Rivera creó la Asamblea Nacional Consultiva, como órgano a modo de parlamento limitado, Navarro pasó a ser miembro de la misma "por derecho propio" debido a su condición de capitán general. Mantuvo ambos cargos durante toda la existencia de dicha Asamblea, hasta su disolución en febrero de 1930, dos semanas después de la dimisión de Primo de Rivera y gobernando el general Berenguer (el que fuera alto comisario de España en Marruecos durante el Desastre de Annual). Un mes después Navarro fue nombrado jefe de la Casa Militar del Rey y comandante general del Real Cuerpo de Guardias Alabarderos.
Cuatro meses más tarde, en julio de 1930, pasó a situación de primera reserva (equivalente hoy a la de reserva) por haber cumplido la edad reglamentaria, lo que ponía punto y final a su carrera. Tenía 68 años de edad y 53 de servicio activo. Pero su carrera no llegó a su fin técnicamente hasta que cuatro años después, en julio de 1934, pasó a situación de segunda reserva (equivalente hoy a la de retiro) por haber cumplido la edad reglamentaria. Acababa de cumplir 72 años, hacía tres que se había instaurado la Segunda República y se vivía el segundo bienio, llamado radical-cedista o conservador. El 13 de mayo de 1935 falleció su esposa, a los 72 años y tras 49 de matrimonio.

## Guerra Civil y asesinato
El 14 de agosto de 1936, hallándose en su domicilio de la calle del Marqués de Riscal de Madrid, fue detenido por milicianos del Frente Popular y llevado a la Dirección General de Seguridad, siendo ingresado ese mismo día en la Cárcel Modelo. Tenía ya 74 años, estaba retirado desde hacía dos y no había participado en la sublevación de julio, pero sus ideas conservadoras y monárquicas fueron suficientes para purgarle. Durante el asalto de las turbas armadas en el marco de la matanza del 22 de agosto, parapetó a un grupo de jóvenes que se encontraban en el patio cuando las milicias anarquistas abrieron fuego con una ametralladora desde la azotea, alegando que él ya había vivido de sobra. Aprovechando el incendio desatado poco antes pudo escaparse en la confusión, pero al llegar a su casa, antes de continuar la fuga, decidió bañarse. Los milicianos lo encontraron allí y lo recluyeron de nuevo. El 7 de noviembre fue llevado a Paracuellos de Jarama en una de las sacas que salieron ese día de la Modelo, siendo asesinado probablemente por la tarde junto a uno de sus hijos en las Matanzas de Paracuellos. Este hijo, Carlos Navarro Morenés, era teniente de Infantería (capitán a título póstumo), estaba afiliado a Acción Popular (partido integrado en la CEDA) y a Falange Española de las JONS y era socio de la Real Gran Peña. Había sido detenido por la policía en su domicilio de Madrid el 7 de octubre, siguiendo a partir de ese momento las vicisitudes y suerte de su padre y dejando viuda y dos huérfanos. Es probable que el asesinato de ambos tuviera lugar por la tarde, pero no es posible saberlo con certeza pues no hay documentación que precise en cuál de las cuatro expediciones de ese día provenientes de la Modelo llegaron al cementerio.
Como es habitual de aquel crimen masivo, no hubo denuncia de ambas detenciones ilegales, ni investigación, ni sospechosos, sus defunciones no fueron inscritas en el Registro Civil y sus cadáveres no fueron hallados. Hasta 1939 no pudieron sus familiares atreverse a denunciar los hechos y registrar oficialmente sus fallecimientos. El hijo mayor del general, Felipe, a la sazón teniente coronel y que también había sido preso desde el inicio de la guerra (aunque en su caso había logrado sobrevivir), declaró como testigo de los fallecimientos de su padre y de su hermano Carlos. La esposa de Carlos también declaró como testigo de la muerte de su marido. Sus restos reposan en la fosa común donde fueron muertos, la número 2 de las 7 que hay y que hoy están protegidas dentro de lo que se vino a llamar Cementerio de los Mártires de Paracuellos de Jarama, custodiado por la Hermandad de Nuestra Señora de los Mártires y Caídos de Paracuellos de Jarama. Dos placas en sendas cruces les recuerdan.

## Recompensas militares
- Ascenso por méritos de guerra (a comandante).
- Gran Cruz y tres Cruces de María Cristina (una de 1.ª clase y dos de 2.ª clase).
- Gran Cruz y cinco Cruces del Mérito Militar con distintivo Rojo (dos de 1.ª clase de las cuales una pensionada, una de 2.ª clase pensionada y dos de 3.ª clase).
- Dos Medallas de Sufrimientos por la Patria (una de ellas pensionada).
- Dos Cruces del Mérito Militar con distintivo Blanco (una de 1.ª clase y otra de 2.ª clase).
- Cruz del Mérito Naval con distintivo Blanco de 2.ª clase.
- Mención Honorífica.
- Medalla de Melilla con el pasador de Atlaten.
- Medalla Militar de Marruecos con el pasador de Larache.
- Medalla de Alfonso XIII.
- Medallas del Primer Centenario de los Sitios de Zaragoza (de Plata y de Oro).
- Medalla del Homenaje de los Ayuntamientos a Sus Majestades.
- Cruz, Placa y Gran Cruz de la Orden de San Hermenegildo.
- Caballero, Oficial y Comendador de la Legión de Honor (Francia).
- Cruz de la Orden Real de la Estrella Negra (Dahomey, entonces colonia francesa y hoy Benín).
- Cruz de la Orden de Leopoldo (Bélgica).
- Comendador de la Orden Militar de Avis (Portugal).

## Otras facetas de su vida

### Deportista
Experto jinete, formó parte del jurado de los concursos hípicos internacionales celebrados en Bruselas en 1905 y en Lisboa en 1909.

### Escritor
Como era habitual en cierta oficialidad de la época, Navarro fue autor de diversas obras y traducciones de temática militar:
- "El Raisuni".
- Traducción de "La guerra en África", del teniente coronel del Ejército francés René-Jules Frisch (Talleres del Depósito de la Guerra, Madrid, 1910). Realizó dicha traducción siendo teniente coronel y en conjunción con el del mismo empleo de Ingenieros Francisco Echagüe y Santoyo. Le fueron dadas las gracias de Real Orden por cederla al Depósito de la Guerra.
- Prólogo de la publicación del diario de quien fuera capitán de su Estado Mayor durante el Desastre de Annual, Sigifredo Sainz Gutiérrez: "Con el general Navarro. En operaciones - En el cautiverio" (Sucesores de Rivadeneyra, Madrid, 1924).

### Títulos y honores
- Barón de Casa Davalillo, por matrimonio.
- Gentilhombre de cámara con ejercicio.
- Caballero de la Orden de Calatrava.
- Caballero de la Real Hermandad de Infanzones de Nuestra Señora de la Caridad de la Imperial Villa de Illescas (Toledo).[4]

### Descendencia
De su único matrimonio con María Cristina Morenés y García Alessón (1862-1935), baronesa de Casa Davalillo, tuvo cuatro hijos:
- Felipe Navarro y Morenés (1893-1975), barón de Casa Davalillo, general de división de Infantería, casado con Ana María Figueroa y O'Neill, marquesa del Norte.
- José Luis Navarro y Morenés (1897-1974), general de división de Caballería y doble medallista olímpico en hípica, casado con María Inmaculada Peláez y de la Puente,  condesa de Casa Loja y marquesa de Castañiza.
- Carlos Navarro y Morenés (1910-1936), capitán de Infantería, casado con María Josefa (o María Josefina) Martínez de Avellanosa y Llaguno. Asesinado junto con su padre en Paracuellos de Jarama.
- Cristina Navarro y Morenés (1912-1985), casada con Emilio López de Letona y Chacón, general de brigada de Caballería.